# Ручейки (Читинський район)
Ручейки́ (рос. Ручейки) — селище у складі Читинського району Забайкальського краю, Росія. Входить до складу Верх-Читинського сільського поселення.

## Населення
Населення — 42 особи (2010; 53 у 2002).
Національний склад (станом на 2002 рік):
- росіяни — 85 %